# New York Friars' Club

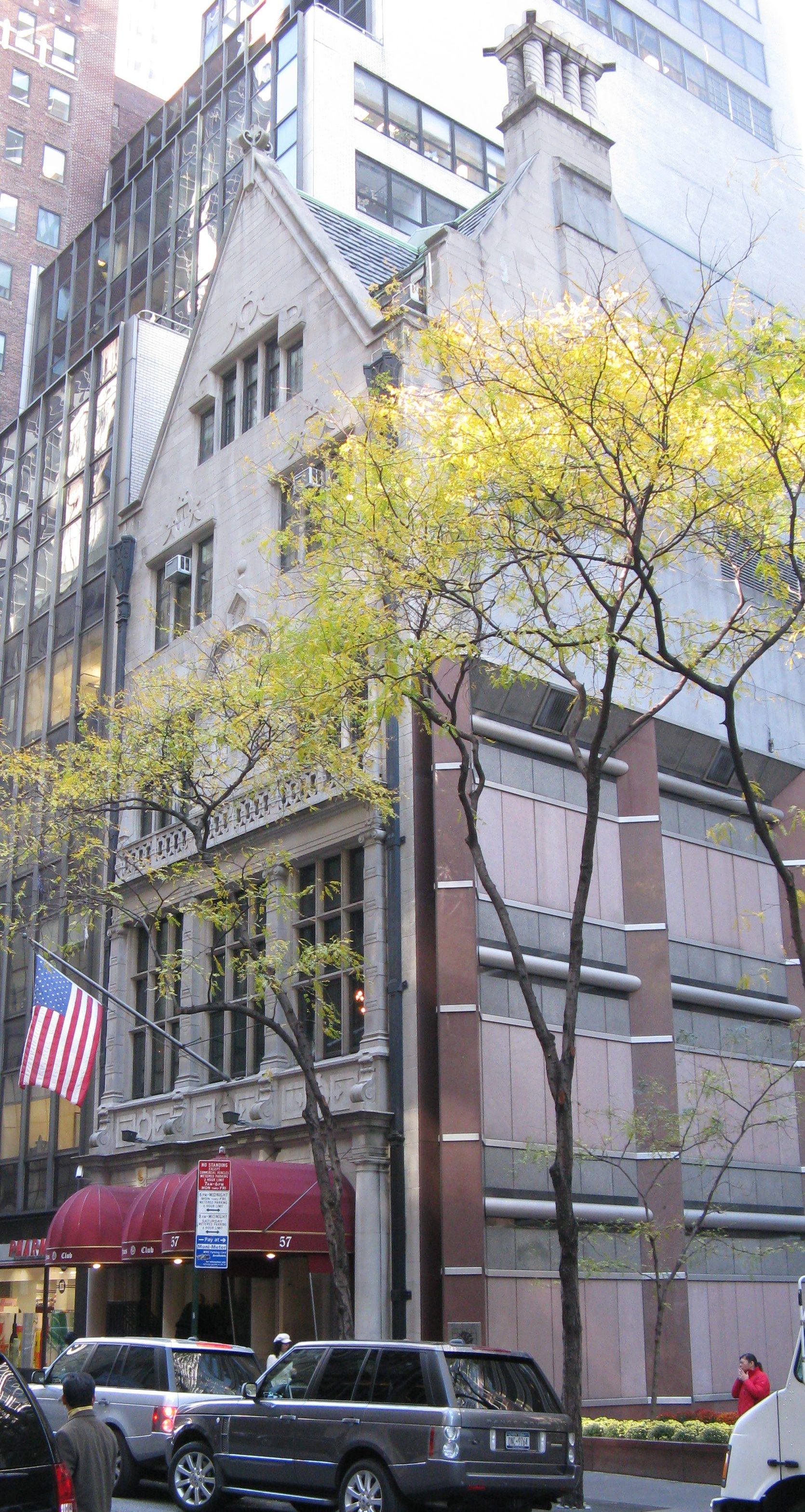
Högkvarteret The Monastery, klostret.

New York Friars' Club, tidigare benämnt Press Agents' Association även känt som Friars' Club är en privat medlemsklubb i New York. Klubben är känd för att samla i första hand komiker men även andra personer i underhållningsbranschen och för den årliga roast som hålls till en av medlemmarnas ära. Klubbens lokaler ligger i en byggnad som kallas The Monastery, klostret, och är beläget på Friars Way 57 på Manhattan. Husets namn anspelar på klubbens namn som betyder ungefär New Yorks tiggarmunkars klubb. Klubbens valspråk är det latinska Prae Omnia Fraternitas, broderskapet framför allt.

## Historia
Klubben grundades år 1904 när representanter från Broadwayteatrarna och från tidningarnas nöjesredaktioner grundade Press Agents' Association. Anledningen var att de ville få bättre kontroll över att presskårens gratisbiljetter vekligen gick till pressens representanter eftersom mörkertalet var stort. Snart höll organisationen formella middagar för att hylla någon av de kända teateraktörerna och klubben fick snabbt gott rykte och stort inflytande inom  underhållningsindustrin. Den första som hyllades var dramatikern Clyde Fitch och hyllningarna blev tidigt oortodoxa i enlighet med jargongen inom vaudevillescenen. Dessa middagar utvecklades till den årliga roasten där under mottot We only Roast the ones we love, en ironisk parafras som kan jämföras med svenskans den man älskar agar man.
Klubbens medlemmar lånade ifrån de amerikanska universitetens Fraternityföreningar, ungefär broderskapsföreningar med rötter i klosterväsendet. För att särskilja sig från den akademiska världen valde de att kalla sitt broderskap det närbesläktade Friar vilket betyder tiggarmunk men även som en ironisk kommentar till klostrets asketism och Broadways ytlighet.
Även inom sällskapets hierarki har positionerna lånats ifrån klosterväsendet och dess ordförande kallas abbot. Idag är Jerry Lewis abbot och bland hans föregångare finns Frank Sinatra, Ed Sullivan och George M. Cohan.
Ursprungligen var det bara män som kunde bli medlemmar i klubben men år 1988 blev Liza Minelli den första kvinnliga medlemmen.

## Byggnaden
Klubben flyttade till det nuvarande högkvartet år 1957. Byggnaden ritades av arkitektfirman Taylor & Levi 1908 som privatbostad åt bankmagnaten Martin Erdmann.

## Roasten
Den årliga roasten visades på TV första gängen redan i slutet av 1960-talet. De visades till en början som inslag i programmen Kraft Music Hall och Dean Martin Show. Mellan åren 1988 och 2002 sändes roasterna på kanalen Comedy Central, men sedan 2003 producerar kanalen egna roaster.

## I populärkulturen
- I Seinfeldavsnittet The Friars Club besöker Jerry Seinfeld klubbens restaurang.
- I filmen The Aristocrats visas när Gilbert Gottfried gör sin version av skämtet på Hugh Hefners roast.